# Campo da Ataca
O Campo da Ataca, assim designado pela população de Guimarães, encontra-se situado na freguesia portuguesa de São Torcato, pertencente à cidade e município de Guimarães, Distrito de Braga, em Portugal. Este lugar, historicamente relevante para Portugal, fica situado a cerca de 4,8 Km do centro de São Torcato.
O Campo da Ataca é um local simbólico considerado pelos Vimaranenses como origem do povo e nação Portuguesa.

## História
O Campo da Ataca é um lugar historicamente importante para Portugal. A história que se associa a este local é que, foi no Campo da Ataca em São Torcato, que se iniciou a 24 de Junho de 1128, a Batalha de São Mamede. Foi uma batalha entre as tropas dos barões portucalenses contra as tropas do Conde galego Fernão Peres de Trava que se tentava apoderar do Condado Portucalense. D. Afonso Henriques, primeiro rei de Portugal, conquistou a soberania do Condado Portucalense e iniciou o processo político da Independência de Portugal ao vencer os espanhóis e consequentemente a sua mãe Teresa de Leão,  de origem espanhola, marcando assim esse dia como o primeiro dia de Portugal. Uma coisa bastante significativa nesta história é que o local se chama tampo da Ataca" e acaba o nome por ser uma designação bastante sugestiva 

#### Os Afonsinhos
O que ainda é visível no Campo da Ataca, apesar de se encontrarem um bocado em mau estado devido ao tempo que já passou desde 1996, são as sete estátuas presentes no final deste campo que ligam este monumento com a Batalha de São Mamede. Estas sete estátuas são o símbolo da famosa -Batalha de São Mamede- e a prova disso é de que Augusto Vasconcelos decidiu dar em 1996 o nome de "Afonsinhos" a estas estátuas. Em relação à constituição destas sete estátuas o que se pode verificar é que todas elas têm a mesma altura, sendo esta cerca de cinco metros. No mesmo local em que se encontram os "Afonsinhos" está presente uma legenda que relaciona então este local com a Batalha de São Mamede.
O Campo da Ataca sofreu uma disposição proposta pelo Professor Doutor Freitas do Amaral, pela Câmara Municipal de Guimarães e também por ocasião do II Congresso Histórico de Guimarães, tudo isto dedicado ao Estatuto de “D. Afonso Henriques e a sua Época" .Esta disposição foi realizada por Augusto Vasconcelos e o atual monumento artístico visível no Campo da Ataca foi inaugurado a 27 de Outubro 1996 e promove este acontecimento da Batalha de São Mamede.

## Curiosidades
Quando se fala no Campo da Ataca a maior parte das pessoas não sabe do que se trata, nem onde se situa. Contudo foi neste local que teve lugar a 24 de Junho de 1128 a Batalha de São Mamede.
Muitos historiadores consideram o dia da Batalha de São Mamede, 24 de Junho de 1128, o "1° Dia de Portugal."
Não há certezas se foi no Campo da Ataca que aconteceu a Batalha de São Mamede, pois o local exato dessa Batalha nunca chegou a ser descoberto, porém, a única coisa que se sabe sobre esta Batalha é que esta ocorreu em Guimarães.
Em memória deste acontecimento, foi inaugurado, em 1996, o actual arranjo artístico-monumental.